# Gymnochthebius levis
Gymnochthebius levis är en skalbaggsart som först beskrevs av Deane 1933.  Gymnochthebius levis ingår i släktet Gymnochthebius och familjen vattenbrynsbaggar. Inga underarter finns listade i Catalogue of Life.